# Partizanski povojni zločini v Gospiću
Partizanski povojni zločini v Gospiću označujejo pokol, ki so ga po koncu druge svetovne vojne v Gospiću storili Titovi partizani. Prebivalci Gospića so bili ubiti tudi na stratiščih v okoliških gozdovih in na poljih. Partizani so brez sojenja pobili številne hrvaške civiliste in vojake. Ocenjuje se, da je bilo ubitih več deset ali sto zapornikov.
Naselje Gospić je še poslabšalo dejstvo, da je bil zaradi velebitske vstaje leta 1932 in močne predvojne ustaške organizacije na vrhuncu velikosrbskih hegemonistov in Orjune, zato so ga poimenovali "ustaška univerza". Kasneje so se klubu sovražnikov tega mesta pridružili protihrvaški ideologi iz partizanskega gibanja. Posledica tega je bila, da so partizani takoj, ko so vstopili v Gospić, začeli pobijati vse, ki so bili za streljanje vnaprej navedeni. Toda seznam žrtev se ni ustavil le pri tem. Nekateri tako imenovani "antifašisti" so iz kakršnega koli razloga dobili dovoljenje za usmrtitev vseh drugih. Vse to so bile usmrtitve brez sojenja. Ko so začela delovati "ljudska sodišča", se ni kaj dosti spremenilo. Njihovo delo je bilo izraz norosti razuma, njihova glavna naloga pa je bila pobiti čim več Hrvatov. Grozno je, da je partizansko vodstvo, ki so ga v veliki meri sestavljali Hrvati, odigralo glavno vlogo pri tem bratoubilaškem delu. Zapisano je bilo, da se je vodstvo (med njimi Jakov Blažević) na predvečer vstopa v Gospić, v pravoslavno vasico vzhodno od Gospića, pogovarjalo, kaj naj storijo s prebivalci, ki jih bodo našli naslednji dan; eden od pošastnih predlogov je bil ubiti "vsakogar, ki je dopolnil 16 let, ne glede na spol in možno politično in vojaško vpletenost". Velja omeniti, da je vojaški poveljnik, ki je bil Srb iz Like, učenec domače gimnazije, temu predlogu nasprotoval, češ da ne more sprejeti, da bi ga naslednji dan po krstnem listu ubili v Gospiću". Posledično je bil ta predlog zavrnjen. O tem dogodku je pričal hrvaški publicist Šime Balen, udeleženec velebitske vstaje. Mrak 4. aprila 1945 je prinesel prvi pokol. Med ubitimi je bil č.s. Mučenica Žarka Ivasić, za katero je Hrvaška škofovska konferenca aprila 2010 podprla začetek škofijskega postopka za beatifikacijo zaradi te žrtve.  
Hrvaško pravosodje do danes ni sprožilo preiskav, obtožnic ali sodnih postopkov zoper odgovorne osebe in kriminalce, ki živijo na Hrvaškem.

## Množično grobišče
Trupla pobitih nedolžnih Hrvatov je mogoče najti na neoznačenih in neraziskanih lokacijah in množičnih grobnicah, ki so danes poraščene z gozdom in grmovjem, in se nahajajo v bližnjih krajih in območjih, imenovanih Divoselo, Imovina, Jasikovac, Korenica, Ljubovo, Smiljan, Široka Kula, in celo v Karlobagu ...  Na območju, kjer je množično grobišče v Gospiću pri pokopališču sv. Marije Magdalene, je bila leta 2003 ponovno asfaltirana z debelo plastjo asfalta. Napol pobite zapornike so v teh letih po drugi svetovni vojni, najpogosteje zvečer, odpeljali s tovornjaki na neznano lokacijo.